# Carl Friedemann
Carl Berthold Ulrich Friedemann (Mücheln, 29 april 1862 – Bern, 9 april 1952) was een Duits-Zwitserse componist, dirigent, klarinettist, pianist en violist.

## Levensloop
Friedemann kreeg al als jongetje piano- en vioollessen. Hij studeerde muziek in Halle (Saksen-Anhalt) en bij de hofkapelmeester Emil Büchner te Erfurt. In Erfurt dirigeerde hij van 1883 tot 1885 het orkest van het "Reünietheater". In de tussentijd studeerde hij ook klarinet en werd als klarinettist lid van het 3e Infanterie-Regiment nr. 71 van Thüringen te Erfurt. Aldaar zette hij zijn muzikale opleiding voort en kon als solist in concerten als violist en pianist optreden. Hij werd al in die tijd dirigent en koorleider van diverse koren en zangverenigingen. 
In 1888 componeerde hij ter hulde aan de overleden Duitse keizer Frederik III van Duitsland de Kaiser Friedrich-Marsch, op. 66. Op 5 november 1890 behaalde hij het diploma als militaire kapelmeester aan de Hochschule für Musik te Berlijn.
Op 20 september 1891 werd hij tot dirigent van het Muziekkorps van het 5e Infanterie-Regiment nr. 113 van Baden te Freiburg im Breisgau benoemd. Aldaar werkte hij 21 jaar en hij was intussen zowel als dirigent alsook als componist buiten de regio bekend geworden; in 1901 werd hij tot "Koninklijke kapelmeester" en in 1906 zelfs tot "Koninklijke muziekdirecteur" benoemd. In januari 1912 gaf hij met zijn Regiments-Muziekkorps in Freiburg im Breisgau zijn afscheidsconcert als militaire kapelmeester, maar zijn carrière als dirigent was nog niet beëindigd.
Een nieuw engagement volgde als dirigent van de (civiele) Stadtmusik Bern en voerde dit harmonieorkest tot een enorm hoog muzikaal peil. Voor het dirigentschap was hij de Stadtmusik Bern niet onbekend, omdat hij jurylid tijdens het Eidgenössische Musikfest in 1906 te Fribourg was, waar het harmonieorkest uit Bern winner in de hoogste divisie werd. Met dit harmonieorkest maakte hij concertreizen door Duitsland, Frankrijk, Italië en Spanje. In 1933 ging hij met pensioen en nam ontslag als dirigent bij de Stadtmusik Bern. In 1935 werd hij vanwege zijn bijzondere verdiensten voor de muziek tot professor benoemd. 
Hij richtte te Bern een muziekuitgeverij en een muziekschool op. 
Als componist schreef hij symfonische muziek, kamermuziek, koorwerken en liederen. Vanzelfsprekend behoren tot zijn oeuvre ook werken voor harmonieorkest, zoals rond 140 marsen.

## Composities

### Werke für Orchester
- 1903: - Heimkehr vom Ball, intermezzo voor strijkorkest, op. 138
- 1936: - Strand-Nixen, ballet scène in 4 delen, op. 295
- - Symfonie nr. 1
- - Symfonie nr. 2
- - Rapsodie, voor viool en orkest
- - Serenade im klassischen Stil, op. 115

### Werken voor harmonieorkest
- 1888: - Concertino, voor klarinet en harmonieorkest, op. 58
- 1888: - Kaiser Friedrich-Marsch, op. 66
- 1893: - Kaiser-Manöver-Marsch, op. 81
- 1899: - Admiral Marsch, mars, op. 124
- 1899: - Siegestrophäen, mars, op. 125
- 1899: - Studentenherz, mars, op. 126
- 1900: - Hoch Deutschlands Flotte, mars, op. 127
- 1900: - Lola, Italiaanse serenade, op. 128
- 1900: - Torero-Marsch, op. 131
- 1901: - Victor von Scheffel-Marsch, op. 134
- 1903: - Erste Slawische Rhapsodie, op. 114
- 1903: - Heimkehr vom Ball, intermezzo, op. 138
- 1903: - Unsere Marine, voor harmonieorkest, op. 139
- 1903: - Attaque de cavallerie, karakterstuk, op. 145
- 1903: - Paraphrase über das Lied "Aus der Jugendzeit" von Robert Radecke, opus 146
- 1907: - Marsch der Leibgarde, mars, op. 153
- 1909: - Deutsche Bundestreue, mars, op. 154
- 1912: - Gruß an Bern (Salut à Berne!), mars, op. 166
- 1917: - Unsere Feldgrauen, mars
- 1920: - Volksgruß - Jubelfanfare
- 1921: - Schweizerische Waffenbrüder, mars, op. 171
- 1923: - Die schweizerische Grenzwacht, mars, op. 176
- 1923: - Concertino, voor klarinet en harmonieorkest, op. 182
- 1923: - Fantasie-Caprice
- 1923: - Festhymnus für das Eidgenössische Musikfest, op. 204
- 1923: - Glutaugen (Ton regard brûlant), foxtrot voor harmonieorkest, op. 210
- 1923: - Liebelei (Flirtation), foxtrot voor harmonieorkest, op. 211
- 1923: - Menuett
- 1929: - Bundesrat-Minger-Marsch
- 1930: - Mirella die Tänzerin, ouverture tot het liederenspeel, op. 244
- 1930: - Pro Gloria et Patria, feestmuziek voor het "Eidgenössische Musikfest" in Bern, op. 258
- 1931: - Das Leben ein Kampf (La vie une bataille), dramatische ouverture, op. 264
- 1932: - Zweite Slavische Rhapsodie, voor harmonieorkest, op. 269
- 1932: - Sérénade d'amour, op. 270
- 1940: - Mutig voran, mars
- 1945: - Lebensfreude (Joie de la vie), mars, op. 316
- 1945: - Ernst ist das Leben, heiter die Kunst, ouverture, op. 318
- 1935: - Marsch der Patrioten, op. 327.
- 1945: - Die Ehrenwache (La garde d'honneur), op. 329
- 1948: - Der rote Domino, ouverture
- 1948: - Die Fahrt ins Glück, ouverture
- 1948: - Hero und Leander, symfonisch gedicht
- - Artisten, mars
- - All Heil, turnermars
- - Allzeit bereit
- - An den Frühling (Aan de lente), fantasie, opus 195
- - An die Musik, fantasie, opus 215
- - Andalusische Liebesträume, wals
- - Auf Schloss Umkirch, opus 91
- - Auf zum Nordpol, mars
- - Aus dem Süden Italiens

- - Barcelona, concertmars, op. 248
- - Bardenchor
- - Bayrisch Blau "Bayrisch blaue Augen hat meine Diandl halt", mars, op. 74
- - Berner Marsch
- - Bundestreue, mars
- - Cavallerie-Infanterie, mars
- - Das liebe, alte Bern
- - Der Geigenbauer von Mittenwald
- - Der gute Kamerad, treurmars
- - Der rote Domino, ouverture
- - Deutscher Reichsadler, mars, op. 73
- - Dramatische Ouvertüre, op. 109
- - Dritte Slavische Rhapsodie, op. 297
- - Einig und stark, mars, op. 153
- - Einig Volk, mars
- - Erinnerungen an Freiburg, op. 165
- - Fantasie über "Tochter des Regiments", op. 192
- - Festliche Polonaise, opus 77
- - Festliche Turniermusik mittelalterlicher Trompeten - und Paukenkunst
- - Festmarsch zum Eidgenössischen Turnerfest, op. 133
- - Fortuna ouverture, opus 198
- - Freiheits-Marsch der Buren über ein Buren-Originallied, op. 126
- - Fröhlich wandern, mars
- - Im Berner Kornhauskeller, mars
- - Introduktion und Menuett, op. 217
- - Kantate für das Eidgenössische Musikfest, op. 205
- - Kleine Abendsmusik, serenade
- - Leichtes Blut, mars
- - Mit enrollten Fahnen, op. 149
- - Nachruf auf Joseph Haydn
- - Olympia, mars
- - Orchester-Variationen, op. 60
- - Ouvertüre zu "Minna von Barnhelm", op. 181
- - Ouvertüre zu "Till Eulenspiegel", op. 221
- - Radio Marsch
- - Ritter Blaubart, ouverture, op. 300
- - Roland der Waffenschmied, ouverture
- - Sanssouci, ouverture
- - Schweizer Landesausstellungs-Marsch
- - Sinfonischer Prolog zu Friedrich von Schillers "Hero und Leander", op. 175
- - Sonate in einem Satz, op. 289
- - Ungarisches Mädel und ungarischer Wein, czardas
- - Vierte Slavische Rhapsodie
- - Völkerfreiheit, mars
- - Zwei Wintertänze

### Vocale muziek
- 1936: - Die Schweiz und das Kreuz, voor gemengd koor, op. 282

### Kamermuziek
- Ehestandsgeplauder, muzikaal grapje voor hobo, fagot en piano, opus 54

### Werken voor piano
- 1947: - Wellenspiele, impromptu, op. 336

## Onderscheidingen
- Pruisisch algemeen ereteken
- Professortitel